# Cantone di Eymoutiers
Il Cantone di Eymoutiers è una divisione amministrativa dell'arrondissement di Limoges.
A seguito della riforma approvata con decreto del 20 febbraio 2014, che ha avuto attuazione dopo le elezioni dipartimentali del 2015, è passato da 12 a 32 comuni.

## Composizione
I 12 comuni facenti parte prima della riforma del 2014 erano:
- Augne
- Beaumont-du-Lac
- Bujaleuf
- Cheissoux
- Domps
- Eymoutiers
- Nedde
- Peyrat-le-Château
- Rempnat
- Saint-Amand-le-Petit
- Sainte-Anne-Saint-Priest
- Saint-Julien-le-Petit

Dal 2015 i comuni appartenenti al cantone sono i seguenti 32:
- Augne
- Beaumont-du-Lac
- Bujaleuf
- Château-Chervix
- Châteauneuf-la-Forêt
- Cheissoux
- Coussac-Bonneval
- La Croisille-sur-Briance
- Domps
- Eymoutiers
- Glanges
- Linards
- Magnac-Bourg
- Masléon
- Meuzac
- Nedde
- Neuvic-Entier
- Peyrat-le-Château
- La Porcherie
- Rempnat
- Roziers-Saint-Georges
- Saint-Amand-le-Petit
- Saint-Germain-les-Belles
- Saint-Gilles-les-Forêts
- Saint-Julien-le-Petit
- Saint-Méard
- Saint-Priest-Ligoure
- Saint-Vitte-sur-Briance
- Sainte-Anne-Saint-Priest
- Surdoux
- Sussac
- Vicq-sur-Breuilh